# Shota Kobayashi
Shota Kobayashi (古林 将太 Kobayashi Shota?), född 11 maj 1991 i Kanagawa prefektur, är en japansk fotbollsspelare.
Kobayashi började sin karriär 2009 i Shonan Bellmare. 2011 blev han utlånad till Thespa Kusatsu. Han gick tillbaka till Shonan Bellmare 2012. 2016 flyttade han till Nagoya Grampus. Efter Nagoya Grampus spelade han för Vegalta Sendai. Han gick tillbaka till Shonan Bellmare 2019.